# Bangkok United Football Club
Maillots
Actualités
Le True Bangkok United Football Club (en thaï : สโมสรฟุตบอล แบงค็อก ยูไนเต็ด), plus couramment abrégé en True Bangkok United, est un club thaïlandais de football fondé en 1988 et basé à Bangkok, la capitale du pays.

## Histoire
Fondé en 1988, sous le nom de Bangkok University FC, le club accède à la Thai League lors de la saison 2003-2004, qu'il termine à une prometteuse 4e place.
Deux ans plus tard, en 2006, le club remporte le premier titre de son histoire, après son succès en championnat.
En 2009, la formation change de nom et devient Bangkok United Football Club.

## Palmarès
| \| - Championnat de Thaïlande (1) : - Champion : 2006. - Vice-champion : 2016, 2018, 2023, 2024 et 2025. - Championnat de Thaïlande de deuxième division (1) : - Champion : 2003. \| \| - Coupe de Thaïlande (1) : - Vainqueur : 2024 - Finaliste : 2017, 2023 \| |  |                                                                        |
| - Championnat de Thaïlande (1) : - Champion : 2006. - Vice-champion : 2016, 2018, 2023, 2024 et 2025. - Championnat de Thaïlande de deuxième division (1) : - Champion : 2003.                                                                                    |  | - Coupe de Thaïlande (1) : - Vainqueur : 2024 - Finaliste : 2017, 2023 |

## Personnalités du club

### Présidents
- Kachorn Chiaravanont

### Entraîneurs
- Somchai Subpherm (2001-2009)
- Worakorn Wichanarong (2010)
- Prapol Pongpanich (2010-octobre 2011)
- Suwaroch Apiwatwarachai (octobre 2011-janvier 2012)
- Sasom Pobprasert (janvier 2012-janvier 2014)
- Rui Bento (janvier 2014-avril 2014)
- Thawatchai Damrong-Ongtrakul (avril 2014-juin 2014)
- Alexandré Pölking (juin 2014-octobre 2020)
- Danny Invincibile (intérim, octobre 2020-novembre 2020)
- Totchtawan Sripan (novembre 2020-mars 2022)
- Aurelio Vidmar (mars 2022-décembre 2022)
- Totchtawan Sripan (décembre 2022-)

### Joueurs célèbres
- Masahiro Fukasawa